# Росія 88

«Росія 88» — російський псевдодокументальний фільм-драма 2009 року режисера Павла Бардіна про молодіжну субкультуру НС-скінхедів.

## Сюжет
Фільм оповідає про неонацистське угруповання «Росія 88», яке знімає агітаційні ролики побиттів з подальшою публікацією їх в Інтернеті. Голова угруповання на прізвисько Штик дізнається про те, що його сестра зустрічається з неросійським хлопцем на ім’я Роберт. Штик скликає «стрілку», на якій його друга вбиває один з друзів Роберта. Штик в сум’ятті їде до сестри. Розгорається сімейна драма, яка переростає у трагедію.
Прототипами Штика і угруповання «Росія 88» є НС-скінхед Тесак і його угруповання «Формат 18».